# Dane balistyczne
Dane balistyczne - cechy balistyczne środków ogniowych. Do danych balistycznych zalicza się ciężar pocisku, ciężar ładunku prochowego, prędkość początkową pocisku, ciśnienie gazów prochowych w lufie, objętość komory nabojowej (ładunkowej), współczynnik balistyczny itp. Dane balistyczne mają istotne znaczenie przy konstruowaniu broni, ustalaniu jej efektywności na polu walki i sposobów użycia.